# Hawrylczyce
Hawrylczyce (Hawryłczyce, Gawrylczyce; biał. Гаўрыльчыцы, Haurylczycy; ros. Гаврильчицы, Gawrilczicy) – wieś na Białorusi, w obwodzie mińskim, w rejonie soligorskim. 
Do 2013 ośrodek administracyjny sielsowietu Hawrylczyce.

## Geografia
Miejscowość położona nad rzeką Łań, ok. 36 km na południowy zachód od Soligorska, ok. 6 km na północny zachód od Dubicy i 2 km od Piaszczanki (Пясчанка), a ok. 12 km na północ od Hocka.

## Historia
Wieś magnacka położona była w końcu XVIII wieku w Księstwie Słuckim w powiecie nowogródzkim województwa nowogródzkiego. 
W XIX w. wieś i majątek ziemski Hawryłczyce znajdowały się w gminie (włości) Wyzna w powiecie słuckim guberni mińskiej. 
W okresie międzywojennym miejscowość należała do gminy Czuczewicze w powiecie łuninieckim województwa poleskiego. Według spisu powszechnego z 1921 r. była to wieś licząca 132 domy. Mieszkało tu 787 osób: 377 mężczyzn, 410 kobiet. Pod względem wyznania 780 osób było prawosławnymi, a 7 – żydami. Narodowość białoruską deklarowało 780 mieszkańców, zaś polską – 7. W Hawrylczycach stacjonowała kompania graniczna KOP.